# Parapsyche mahati
Parapsyche mahati är en nattsländeart som beskrevs av Schmid 1968. Parapsyche mahati ingår i släktet Parapsyche och familjen ryssjenattsländor. Inga underarter finns listade i Catalogue of Life.